# Comics Code Authority

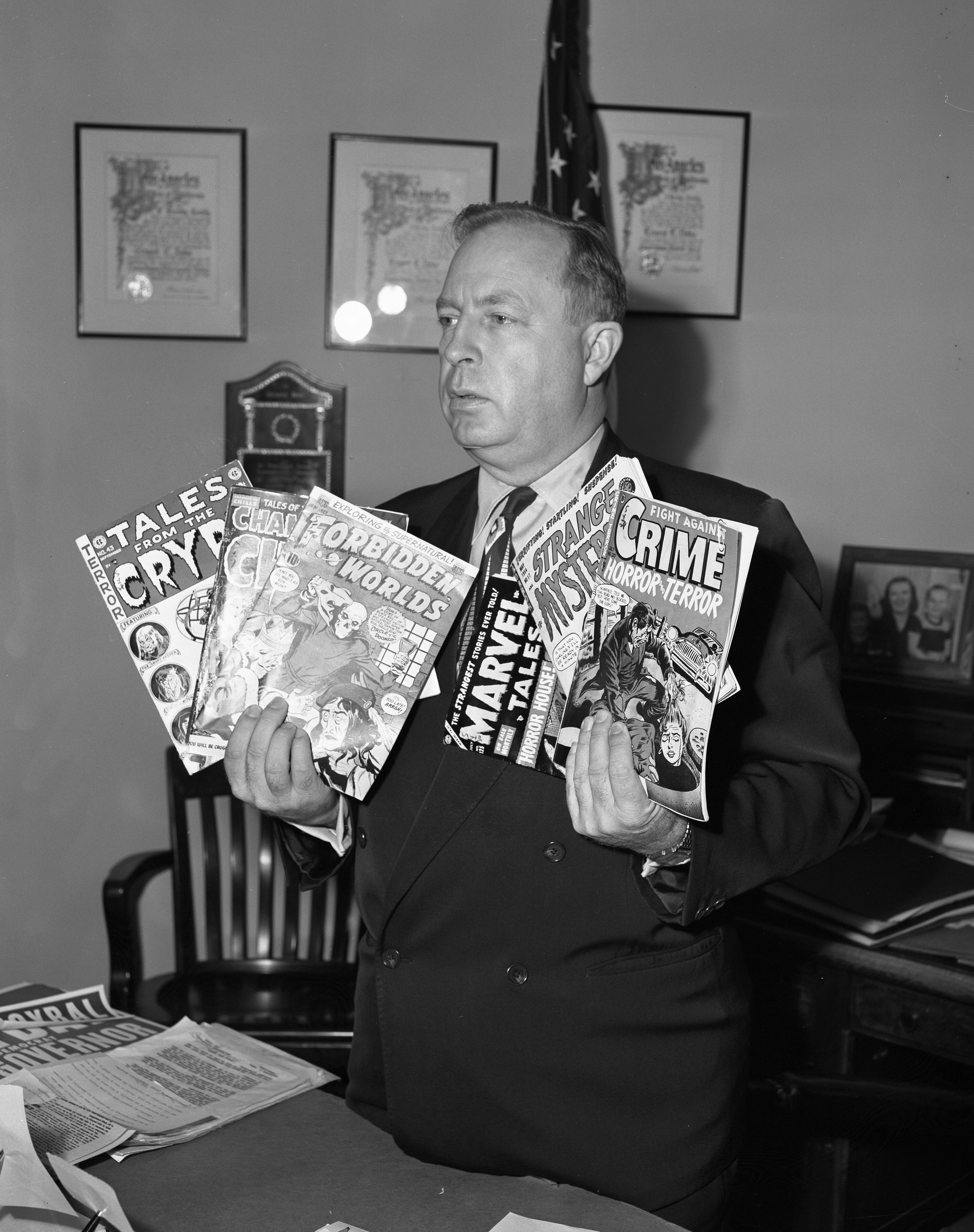
El concejal de Los Ángeles, Ernest Debs, muestra críticamente cómics de crimen y terror adquiridos en su distrito (Los Angeles Daily News, 1954)

El '''Comics Code Authority''' (Autoridad del Código de Cómics, o CCA por sus sigla en inglés) es parte de la Asociación de Revistas de Cómics de los Estados Unidos (en inglés, Comics Magazine Association of America, o CMAA), y fue creado para regular el contenido de cómic books estadounidenses. Las editoriales miembro mandaban sus comics a la CCA, quienes los revisaban para comprobar que se ajustaban al Comics Code y autorizaban el uso de su sello en la portada si lo cumplían. En la cumbre de su influencia constituyó un censor de facto para la industria del cómic estadounidense.

## Fundación
La CCA fue creada en 1954 como parte de la CMAA en respuesta a la opinión pública que consideraba que existía material inapropiado en bastantes comic books. Esto incluía descripciones gráficas de violencia y gore en cómics sobre crimen y de horror, así como insinuaciones sexuales a las que los aficionados se referían como "good girl art" (Arte de chicas buenas, siendo el equivalente español más cercano, aunque no exacto, el pin-up).
El libro de Fredric Wertham Seduction of the Innocent (La seducción de los inocentes) se opuso a este tipo de material en los cómics, argumentando que era dañino para los niños que constituían una gran parte de los lectores. El Subcomité del Senado para la Delincuencia Juvenil lo escuchó en 1954, centrándose especialmente en los cómics books, preocupando a muchas editoriales por la posibilidad de que se crease una regulación gubernamental, y prefiriendo crear una institución autorreguladora.
El código de la CCA (el llamado usualmente Comics Code) se basó en el extenso código acordado por la ACMP (sigla en inglés de la Asociación de Editoriales de Revistas de Cómics) en 1948, quienes a su vez se basaron en el Código de Producción de Hollywood de 1930. La CCA, de todos modos, fue más restrictiva que su predecesora.
Al igual que el código previo, la CCA prohibía presentar a "los policías, jueces, oficiales gubernamentales y otras instituciones de autoridad (...) de cualquier modo que cree falta de respeto hacia la autoridad establecida". No obstante añadía a los requisitos que "en toda circunstancia que el bien pueda triunfar sobre el mal" y desalentando "la muerte de oficiales de la justicia como resultado de actividades criminales". Se establecieron restricciones específicas para la representación del secuestro y de las armas ocultas.
Imágenes de "excesiva violencia" estaban prohibidas, así como "las ilustraciones espeluznantes, desagradables y horribles". Los vampiros, hombres lobos, gules y zombis no podían ser dibujados. Además, los cómics no podrían utilizar las palabras "Horror" o "Terror" en sus títulos y el uso de la palabra "Crimen" tenía muchas restricciones.
Donde el anterior código condenaba la publicación de "cómics sexys", la CCA fue mucho más precisa: Imágenes de "perversión sexual", "anormalidades sexuales" y "relaciones sexuales ilícitas", así la seducción, la violación, el sadismo y el masoquismo fueron específicamente prohibidas. En palabras, recogidas el Código de Producción de Hollywood de 1930, las historias de amor tenían que enfatizar "la santidad del matrimonio" y las escenas de pasión debían tener cuidado en no estimular "emociones bajas y básicas".
Anuncios de licores, tabaco, cuchillos, fuegos artificiales, pin-ups desnudas y "productos de cuarto de baño de cuestionable naturaleza" fueron totalmente prohibidos.

### Críticas y endurecimiento
La CCA no tenía autoridad legal sobre las editoriales que no fueran miembro, pero las distribuidoras rechazaron trabajar con cómics sin el sello de la CCA. Algunas editoriales prosperaron con esas restricciones, otras se adaptaron cancelando series y enfocándose en el contenido aprobado por el Código, otras tuvieron que cerrar.
El editor William Gaines creía que las cláusulas que prohibían las palabras "crimen", "horror" y "terror" en los títulos fueron elegidas expresamente contra sus series mejor vendidas: "Crime SuspenStories", "The Vault of Horror" y "The Crypt of Terror". Esas restricciones, así como las que prohibían vampiros, hombres lobo y zombis, lo que hizo que EC Comics empezara a tener perdidas. Al año siguiente de la entrada en vigor del Comics Code solo la revista MAD, de todo el catálogo de EC Cómics, siguió publicándose.
El psiquiatra Fredric Wertham consideró el Comics Code como una ineficiente medida a medias.

## Comics fuera del código
El primer cómic en ser considerado como una semiviolación del Comics Code apareció en 1955, cuando William Gaines reimprimió en "Incredible Science Fiction" la historia de EC Cómics titulada "El Día del Juicio" de la revista "Weird Fantasy" n.º 18.
"El Día del Juicio" era un reemplazo a otra historia no aprobada por el código, pero también se opusieron a esta objetando que el personaje central fuera negro. Hay que tener en cuenta que la historia de William Gaines, ilustrada por Joe Orlando, era “un fuerte alegato sobre los males del racismo”, lo que quedaría anulado si el personaje no fuera negro. Gaines informó a la Code Authority que “si ese tema no recibía el Sello del Comics Code, él se encargaría de que el mundo comprendiera el porqué”, lo que hizo que la Autoridad diera marcha atrás a su decisión inicial, permitiendo esta historia.
Poco después, enfrentándose a las severas restricciones de la CCA, y con sus títulos fracasando, Gaines decidió retirarse de la publicación de cómics books para concentrarse en MAD.

### Underground
A fines de los años 1960 surgieron los cómics underground, que trataban expresamente sobre temas apartados por el Comics Code. De todos modos, como estos cómics se distribuían mediante canales no convencionales, como grow shops, pudieron escapar del control de la CCA y tener cierto éxito.

### Actualización delComics Code
En 1971, el redactor jefe de Marvel Comics, Stan Lee, a propuesta del Departamento de Salud de los Estados Unidos, escribió un cómic de Spider-Man en tres partes sobre el abuso de drogas, presentándolas como peligrosas y perjudiciales. La CCA, representada por el editor de Archie, John L. Goldwater rechazó aprobar dicha historia debido a la presencia de las drogas, considerando el contexto como irrelevante (el administrador del Comics Code, Leonard Darvin, “estuvo enfermo” en ese momento, permitiendo la decisión de Goldwater). Confiando en el hecho que era a petición del Gobierno, y con el apoyo de la empresa, Lee publicó la historia en The Amazing Spider-Man, números 96 al 98 (mayo a julio de 1971) sin el sello de la CCA, obteniendo una buena acogida y quedando los argumentos de la CCA como contraproducentes.
Según Stan Lee en una entrevista en 1998, “este es el único gran problema que tuvimos” con el Comics Code.

Yo intente comprenderlos; Eran como los abogados, gente que interpretaba el asunto literal y técnicamente. Como el Código mencionaba que no podíamos mencionar las drogas, ellos, de acuerdo con sus normas, tenían razón. Así que no me enfurecí con ellos. Dije “Que lo jodan (al Código)” y el sello de la CCA solo estuvo fuera esos tres números. Luego volvimos al Código otra vez. Yo nunca pensaba sobre el Código cuando estaba escribiendo una historia, básicamente porque yo nunca quise hacer cosas que mi juicio fueran demasiado violentas o sexys. Yo era consciente que los jóvenes leían esos libros, y para ellos no existe el Código, no pienso que fuera a escribir las historias de un modo diferente"

El Comics Code fue revisado varias veces a lo largo de 1971. El 28 de enero de 1971 se permitió entre otras cosas “la descripciones simpáticas del entorno criminal... [y] la corrupción de los oficiales públicos” (“en tanto que sea descrito como excepcional y que el culpable sea castigado”) así como algunas actividades criminales que mataran agentes de la ley y la “sugerencia, pero no retrato de la seducción”. Se volvieron a permitir “vampiros, gules y hombres lobo... cuando sean tratados en la tradición clásica como Frankenstein, Drácula, y otras obras literarias de renombre escritas por Edgar Allan Poe, Saki, Conan Doyle y otros respetados autores cuyos trabajos se lean en las escuelas alrededor del mundo.”
Los zombis, faltos de un trasfondo “literario”, quedaron como un tabú. De todos modos, Marvel esquivó la restricción a los zombis en los mediados de los años 1970, con la aparición de los seguidores aparentemente muertos y controlados mentalmente de varios supervillanos haitianos, a los que se llamaron “zuvembies” (en inglés, de pronunciación muy parecida a “zombies”). Otro caso parecido fue en la línea Los Vengadores, cuando el reanimado superhéroe Hombre Maravilla vuelve de la muerte es referido varias veces como un “zuvembie”.

## SigloXXI
A pesar de las periódicas revisiones del Código para reflejar los cambios de actitud sobre los contenidos. (Por ejemplo, el veto en lo referente a la homosexualidad fue revisado en 1989 para permitir descripciones no estereotípicas de los gais y las lesbianas), su influencia esta continuamente bajando, y las editoriales gradualmente reducen la importancia del sello en sus portadas. El desarrollo de nuevos canales de distribución proveen de nuevas maneras de llegar al gran público a los cómics no pertenecientes al Comics Code, mientras que los canales de distribución en los que se apoyaba el Sello antiguamente (como la venta en quioscos) disminuye progresivamente.
La nueva generación de editoriales surgidas en los años 1980 y 1990 distribuyen únicamente a tiendas especializadas y no desean la pertenencia a la CCA o su aprobación mientras que DC, Marvel y otros promotores de la CCA empiezan a publicar cómics para lectores adultos sin el sello de la CCA. Por ejemplo, en los años 1990, Milestone Media, que publicaba a través de DC, envió sus publicaciones a la CCA, publicándolos todos y solo poniendo el sello del Comics Code en los números que la CCA aprobó. Otras editoriales como la ya desaparecida Bongo Comics Group, propiedad del guionista y dibujante Matt Groening, operó siempre fuera del código y llegó a publicar material para adultos a través de un sello paralelo llamado Zongo Comics, que tampoco se adscribió nunca al CC. 
En 2001, Marvel abandonó la CCA para adoptar su propio sistema de valoración. En 2007 las únicas grandes editoriales que continuaban enviando sus cómics a la aprobación de la CCA; DC solo somete a dicha aprobación las series de superhéroes pertenecientes al Universo DC, aunque a veces ha publicado títulos sin dicha aprobación.

## Resumen del Código en 1954
- Los crímenes nunca serán presentados de modo que creen simpatía por el criminal, promuevan desconfianza de las fuerzas de seguridad o inspiren a desear imitar a los criminales.
- Si el crimen es representado, lo será como una actividad sórdida y desagradable.
- Los criminales no serán presentados como glamurosos o que ocupen una posición que cree el deseo de emularlos.
- En cada momento el bien triunfará sobre el mal y los criminales serán castigados por sus acciones.
- Las escenas de excesiva violencia serán prohibidas. Las escenas de tortura brutal, el excesivo e innecesario uso de pistolas y cuchillos, la agonía física y los crímenes sangrientos y truculentos serán eliminados.
- Ninguna revista de cómics usaran la palabra horror o terror en su título.
- Todas las escenas de horror, demasiado sangrientas o repelentes, la depravación, la lujuria, el sadismo y el masoquismo no seran permitidos.
- Todas las ilustraciones repelentes y soeces serán eliminadas.
- La inclusión de historias sobre tratos con el Mal serán usadas o publicadas solo cuando su intención sea ilustrar moralmente y no en caso que el Mal se presente atractivo ni cuando se dañe la sensibilidad del lector.
- Las escenas que traten con, o con instrumentos asociados con muertos vivientes, tortura, vampiros y vampirismo, ghouls, canibalismo y licantropismo están prohibidas.
- La profanación, obscenidad, el lenguaje soez, la vulgaridad o palabras o símbolos que puedan adquirir significados indeseables están prohibidos.
- La desnudez en cualquier forma está prohibida, así como poses indecentes o inapropiadas.
- Las ilustraciones sugerentes o libidinosas o en poses sugerentes son inaceptables.
- Las mujeres serán dibujadas realisticamente sin exageración de ninguna cualidad física.
- Las relaciones sexuales ilícitas no serán retratadas ni insinuadas. Las escenas de amor violento, así como anormalidades sexuales son inaceptables.
- La seducción y la violación nunca serán mostrados o sugeridos.
- La perversión sexual o cualquier inferencia a lo mismo esta estrictamente prohibido.
- La desnudez con intenciones prostituidoras y posturas salaces no serán permitidas en la publicidad de ningún producto; Las figuras vestidas nunca serán presentadas de modo alguno que sean ofensivas o contrarias al buen gusto y a la moral.

## Alusiones en historias
En el Universo Marvel, una Marvel ficticia publicó unos cómics books basados en la 'vida real' de superhéroes. En las series de los años 2000 de She-Hulk se estableció que la Marvel ficticia enviaba esas publicaciones para la aprobación del CCA hasta que rompió con ellos en el año 2001, al igual que hizo la Marvel real. La CCA ficticia era vagamente identificada como una agencia federal y consideraba los cómics basados en 'hechos reales' como documentos legales usables como evidencias en un juicio. El bufete de abogados ficticio Goodman, Lieber, Kurtzberg & Holliway poseía una extensa colección de cómics aprobados por la CCA ficticia con propósitos de referencia.
En la serie de los años 90, “La sensacional She-Hulk”, a She-Hulk le preguntaban cómo, a pesar de que su ropa se rompía a menudo, siempre permanecía “decente”. La protagonista respondió enseñando la etiqueta de su ropa: el sello del Comics Code. Actualmente, la editorial Marvel Comics ya no utiliza el sello de Comics Code Authority al crear su propia línea de cómics para adultos, el sello editorial MAX, como forma para establecer su propio sistema de clasificación de revistas. Los títulos MAX son los únicos de la Marvel que pueden presentar contenido explícito.
En Deadpool vol. 5, #13. mientras Luke Cage y Puño de Hierro discuten sobre lo terrible que es El Hombre Blanco (nombre del villano de dicho capítulo), Masacre malinterpreta sus palabras y los acusa de racistas y pregunta si Comics Code ha aprobado estos diálogos.